# Allianz Kulturstiftung
Allianz Kulturstiftung — благотворительный Фонд, основанный Allianz AG в 2000 году. Фонд с уставным капиталом в 51 млн. Евро входит совместно с созданным в 1990 году Allianz Umweltstiftung  в Münchener Stiftungszentrum. В 2012 Münchener Stiftungszentrum был интегрирован в Allianz Stiftungsforum Pariser Platz, в результате чего Allianz Kulturstiftung переехал из Мюнхена в Берлин.
Allianz Kulturstiftung поддерживает в первую очередь студенческую, творческую молодёжь в интернациональных образовательных и культурных проектах по укреплению европейской идентичности. Фонд ведёт также собственные проекты, сконцентрированные на образовательной деятельности, литературных переводах, новой музыке (20th-century classical music)  и современном искусстве. Приоритетно поддерживаются современные концепции с использованием различных медиа. Предложения проектов обсуждаются в Кураториуме Фонда и передаются в Совет Фонда для принятия решения.
Allianz Kulturstiftung состоит в Netzwerk Europäische Bewegung.

## Совет Фонда
- Henning Schulte-Noelle, Председатель Совета Фонда; бывший Председатель Наблюдательного Совета Allianz SE
- Christina Weiss, заместитель Председателя Совета Фонда
- Michael M. Thoss, член Совета Фонда, управляющий Allianz Kulturstiftung
- Emilio Galli-Zugaro, управляющий Communications в Allianz SE
- Gottfried Langenstein, Президент ARTE, Директор Европейского Спутникового вещания ZDF (отвечает за 3sat, ARTE, ZDFtheaterkanal)
- Wolfgang Ischinger, главный уполномоченный по правительственным контактам Allianz SE
- Werner Zedelius, член Правления Allianz SE
- Harold James, профессор истории Princeton University[2]

## Кураториум
- Christina Weiss, Председатель и бывший Министр Культуры
- Daniel Birnbaum, Директор Moderna Museet, Stockholm
- Veronica Kaup-Hasler, интендант Gegenwartskunstfestivals Steirischer Herbst, Graz
- Sigrid Gareis, генеральный секретарь Akademie der Künste der Welt, Köln
- Ilma Rakusa, писатель, переводчик и публицист
- Dirk Snauwaert, куратор-директор Kunstzentrum Wiels für Gegenwartskunst, Brüssel
- Peter Ruzicka, композитор, дирижёр, Директор Münchener Biennale
- Johan Simons, интендант Münchner Kammerspiele[3]

## Беседы о Европе (Reden über Europa)
Дискуссии Беседы о Европе — оперативный проект Allianz Kulturstiftung, стартовавший в 2006 в Münchner Residenz Theater как реакция на отказ Нидерландов и Франции от планирумой конституции Европейского Союза. Мероприятие должно было заполнить высказанную тогда недостаточность близости к гражданам, бюрократизм и так называемый дефицит демократии, остающиеся главными объектами критики Европейского Союза. Целью Allianz Kulturstiftung и его партнёров Staatsoper Berlin, Komische Oper Berlin, RBB и Netzwerk Europäische Bewegung Deutschland было способствование созданию Европейского Общественного Движения (Europäische Öffentlichkeit) для обсуждения важных тем европейского объединения. Для Фонда Европа остаётся проектом будущего, которому европейское гражданское общество даст необходимую легитимность .

## Проекты с участием стран Восточной Европы
Одним из важных критериев, по которым выбираются проекты Allianz Kulturstiftung, является интернациональное сотрудничество. Вот некоторые из проектов с участием стран Восточной Европы.
- Меридиан Черновцы: программа для поэтов и переводчиков поэзии
- European Borderlands
- Radar: литературный журнал для Польши, Украины и Германии

## Европа — это мы! Манифест перестройки Европы от самого основания
Allianz Kulturstiftung, председатель его кураториума Кристина Вайс  (министр культуры Германии в 2002—2005 гг.) и его руководитель Михаил Тосс были одними из инициаторов Манифеста, с самого начала оказавшими неоценимую поддержку. На сайте Allianz Kulturstiftung Манифест "Европа — это мы!" опубликован и на русском языке, где его можно поддержать подписью онлайн.